# 데카메론

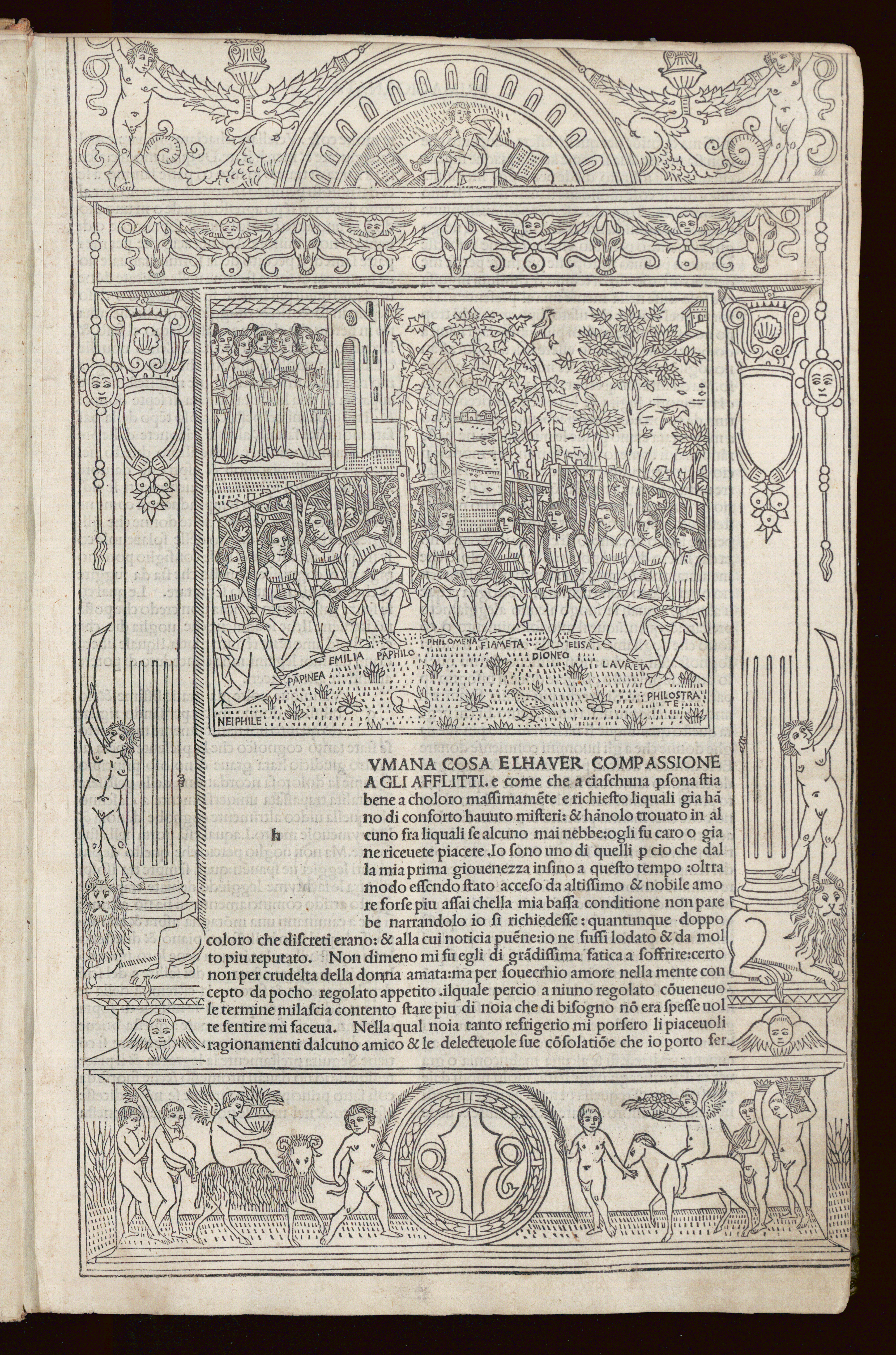
Decameron, 1492

데카메론(이탈리아어: Decameron 또는 Decamerone, 부제: "Principe Galeotto")은 이탈리아의 작가 지오반니 보카치오가 1350년경에 쓰기 시작하여 1353년에 집필을 마친 100편의 소설을 모은 책이다. 《데카메론》은 사랑에 관한 음탕한 이야기들로 유명한 중세의 우화적인 작품으로서 에로틱한 것부터 비극적인 것까지 소재를 잘 나타내고 있다. 또한 기지, 재담, 짓궂은 장난, 세속적인 비법 전수 등의 다른 화제도 이 소설집을 구성하고 있는 요소이다. 《데카메론》은 오락적, 문학적 인기를 넘어서, 14세기의 삶에 관한 중요한 역사적 문서이기도 하다. 윌리엄 셰익스피어나 제프리 초서 같은 유명 작가들도 《데카메론》에서 차용해 왔다고 여겨진다.

## 작품의 구조

### 시골로의 도망
이 작품의 표제는 "데카 헤메라이(deka hemerai)". 즉, 열흘을 의미한다. 《데카메론》은 액자 구조로 이루어져 있다.보카치오는 흑사병을 묘사하는 것으로 이야기를 시작한다. 보카치오는 피렌체에서만도 10만 명의 사람들이 흑사병에 희생되었다고 전하고 있다. 흑사병은 무서운 속도로 퍼져나갔으며, 헤아릴 수 없을 정도의 피해를 더해가고 있었다. 그러나 시인은 이 작품 속에서 삶의 기쁨을 노래하려고 했다. 흑사병이 퍼진 피렌체를 탈출하여 2주 동안 피에솔레의 시골 마을의 별장으로 온 일곱 명의 젊은 여성들과 품행이 단정한 세 명의 남성들로 이루어진 한 무리를 소개한다. 시간을 보내기 위해서 열 명의 남녀는 각기 매일 한 가지씩의 이야기를 하면서 별장에서 시간을 보내자는 데 의견의 일치를 본다. 모두 14일간이지만 일주일 중 하루는 가사를 위해서, 하루는 종교적인 이유로 이틀은 남겨 두었고, 그 날들은 작품 구조에서 빠진다. 이런 방식으로 모두 100편의 이야기가 열흘간에 걸쳐 나온다.

### 열 명의 이야기
열 명이 각자 자기가 이야기를 할 차례가 될 때 왕 또는 여왕의 호칭을 부여받는다. 이러한 권능은 그 날의 이야기의 주제를 고르는 데에까지 미친다. 이틀을 제외하고는 각 날들에는 각각의 주제들이 있다. 예컨대 운명의 힘, 인간의 의지력, 비극적으로 끝맺는 사랑, 행복한 결말이 있는 사랑, 목숨을 건 영리한 대답, 남자를 속이는 여자의 속임수, 사람들의 속임수, 미덕 등이다. 다만, 디오네오는 날마다 열 번째의 이야기를 하는데 그는 그의 재치에 따라 자기가 원하는 주제의 이야기를 할 수 있다. 또한 각 날들에는 소개와 맺음 글이 있는데, 여기서는 이야기 이외의 일상 활동을 묘사함으로써 이야기의 액자 구조를 계속 연결하고 있다. 이 액자 구조 이야기의 막간에는 이탈리아 민요의 필사(筆寫)도 꽤 많이 들어 있다. 보카치오가 전에 얘기한 요소들을 변형하거나 뒤바꾼 대로, 하루 또는 여러 날의 이야기들은 상호작용을 하는데 이는 곧 《데카메론》이 단지 여러 이야기들을 하나로 모아놓은 것에 불과한 것이 아니라 전체로서의 하나의 이야기라는 결과를 가져온다.

### 사회이야기
열 명의 화자(話者)가 실존의 인물인가 하는 문제는 잠시 제쳐두고라도 보카치오가 묘사한 인물들은 살과 피를 지닌 인간이며, 결코 점잔만 빼고 있는 사람들은 아니었다. 이야기의 기본적인 플롯은 성직자의 성적 욕망과 탐욕을 비웃는 것, 이탈리아 사회에서 새롭게 부를 축적한 상인 계급과 귀족 간의 갈등, 여행하는 상인의 위험과 모험, 속는 자와 속이는 자, 순례자와 성자, 탐욕가와 방탕아, 동경의 대상인 여성들과 사랑에 굶주린 기사, 도적과 영웅, 어리석은 자와 왕, 교황과 수도사 등이 포함된다. 이러한 단편들은 그의 창작은 아니었다. 그는 통속적인 이탈리아의 이야기, 프랑스의 파블리오, 동양의 동화 등을 모으고 그것을 환골탈태하여 《천일야화》와 비슷한 형태로 손질한 것이다.

## 주요 이야기

### 교회에 대한 조소
등장 인물들의 입을 통해서 보카치오는 금욕과 순결, 참회 등을 조소했으며, 수도사, 수녀, 주교, 수녀원장들을 농락했다. 그에게는 종교나 축성물 모두가 성스러운 것으로 여겨지지 않았다. 그는 "지극히 신성하고 귀중한 기념물, 즉 대천사 가브리엘이 나자렛에서 하느님의 계시를 전하기 위해 성모 마리아의 방에 왔을 때 잃은 한 짝의 날개"를 우스개거리로 만들었다. 또한 유대인 아브라함을 기독교로 개종시켰는데, 이는 성직자들이 그 부도덕과 탐욕스러움에도 불구하고 계속 살아남을 수 있는 것을 보면 기독교는 분명히 신으로부터 유래하는 것이 틀림없다는 이유에서였다.

### 유대인 멜키세데크의 이야기
유대인 멜키세데크의 이야기 속에는 진실이 있다. 멜키세데크는 바빌론의 술탄인 살라딘에게서 유대교, 기독교, 이슬람교 가운데 어느 것이 가장 훌륭한가에 대해 질문받았을 때 "어느 민족이나 그 유산, 즉 진정한 율법이 있으며, 그 계율에 따라야 한다고 생각합니다"라고 대답하고 있다. 보카치오는 "여자가 일단 두 명의 남자를 갖게 되면, 백 명의 악마가 달려들더라도 그녀가 백 명의 남자와 관계를 맺는 것을 막을 수 없다"라든가, 또는 애매한 표현이기는 하되, 여성의 지칠 줄 모르는 욕망을 지적하여 사람들의 인기를 얻게 된 "좋은 구멍은 꿰뚫리고 싶어한다"라는 경구를 사용하였다.
- 데카메론 줄거리
  - 데카메론 줄거리에서 언급된 여섯 번째날 열 번째 이야기, 치폴라의 이야기가 위에서 언급된 "지극히 신성하고 귀중한 기념물" 이야기다.
  - 데카메론 줄거리에서 언급된 첫 번째날 두 번째 이야기, 자노 드 세비네의 이야기가 위에서 언급된 "유대인 아브라함을 기독교로 개종"시킨 이야기다.
  - 데카메론 줄거리에서 언급된 첫 번째날 세 번째 이야기, 살라디노의 이야기가 위에서 언급된 "유대인 멜키세데크의 이야기"다.
  - 데카메론 줄거리에서 언급된 세 번째날 열 번째 이야기, 알베리크의 이야기는 소위 "남자 몸의 악마를 여자 몸의 지옥으로 보내는 이야기"로, 동서고금에 걸쳐 널리 회자되는 지금까지 가장 유명한 데카메론의 이야기 중 하나다.

## 영향
멜키세데크의 이야기는 독일의 극작가이자 비평간 레싱에게 그의 "현자 나탄"이라는 작품 속에 나오는 반지의 비유에 대한 이야기의 전형을 제공하게 되었다.

## 같이 보기
- 페스트 (소설)
- 데카메론의 줄거리